# Pascual Navarro Ríos
Pascual Ignacio Navarro Ríos (Cartagena, 1 de junio de 1960) es un diplomático español. Es el embajador de España en Alemania (desde 2024).

## Biografía
Licenciado en Derecho, ingresó en 1987 en la carrera diplomática. Ha estado destinado en las representaciones diplomáticas españolas en Siria, Dinamarca, ante la Unión Europea y Brasil. Fue jefe del Área de Extranjería Refugiados y Pasaportes, y consejero técnico en la Dirección General de Asuntos Jurídicos y Consulares. 
Ha ocupado diversos cargos en el Ministerio de Asuntos Exteriores: subdirector general de Cooperación con México, América Central y el Caribe en la Agencia Española de Cooperación Internacional para el Desarrollo (2005-2008); director del Gabinete del Secretario de Estado para la Unión Europea (2008-2011); director general de Coordinación del Mercado Interior y otras Políticas Comunitarias (julio de 2017 y septiembre de 2021); secretario general para la Unión Europea (septiembre-diciembre de 2021);y secretario de Estado para la Unión Europea (2021-2023).
Además, antes de ser designado como embajador en Alemania, ya había ejercido el cargo de embajador en la República Checa (2011-2014).